# Fekete József (tornász)
Fekete József (Kecskemét, 1923. február 27. – Budapest, 1987. augusztus 4.) olimpiai bronzérmes magyar tornász, edző.

## Életpályája
1944-től 1950-ig a Postás SE, 1951 és 1956 között a Budapest Honvéd tornásza volt. Az 1948. évi nyári olimpiai játékokon bronzérmes magyar tornászcsapat tagja volt, 1952-ben hatodik helyezettek lettek. 1947 és 1956 között hétszeres magyar bajnokcsapat tagja, valamint magyar válogatott volt.

### Sikerei, díjai
- Olimpia:
  - bronzérmes: 1948